# Bodová částice
Bodová částice (v angličtině point particle, ideal particle nebo point-like particle) je idealizovaný objekt, se kterým se lze často setkat ve fyzice. Jeho hlavní vlastností je bezrozměrnost: má dimenzi 0, tzn. jeho objem i plocha jsou v prostoru nulové. Bodová částice nezabírá žádný prostor. Má nulovou délku, šířku i výšku. Mohou jí ale být přiřazeny takové vlastnosti, jako např. hmotnost, poloha, rychlost, elektrický náboj apod.
Bodová částice je přijatelnou aproximací pro libovolné těleso, jehož velikost, tvar a struktura jsou pro řešení určitého problému nepodstatné. Např. obvykle jsou považovány za bodové takové objekty, které jsou od místa pozorování velmi vzdáleny, proto lze (při pozorování ze Země) považovat za bodové například hvězdy (ačkoliv jejich skutečné rozměry jsou značné).
Ve fyzice částic jsou jako bodové částice označovány elementární částice, tedy částice bez vnitřní struktury.